# Christiana Oxenstierna
Christiana Juliana Oxenstierna af Korsholm och Wasa, född  23 september 1661, död 27 februari 1701 i Stockholm, var en svensk adelsdam. Hon förorsakade stor uppståndelse då hon bröt mot lagen när hon gifte sig med en icke adlig man mot sin familjs vilja, och blev stämd inför domstol av sin bror, som framlade förslag om skärpning av lagförbudet mot giftermål mellan samhällsklasser. Hon är föremål för en publicerad biografi.

## Biografi

### Hemligt äktenskap
Hon var dotter till riksrådet och riksmarskalken greve Gabriel Gabrielsson Oxenstierna (död 1673) och grevinnan Marca Christiana von Löwenstein und Scharfeneck (död 1672); efter föräldrarnas död uppfostrades hon av fastern grevinnan Anna af Dohna. Hon blev bekant med Nikolaus Bergius, präst 1687 vid den nyligen inrättade franska lutherska församlingen i Stockholm, som var inrymd i Dohnas bostad. Bergius led av svår depression, och Dohna bad Christiana trösta honom med samtal. Christiana sade sig ha haft en dröm där Bergius liv låg i hennes händer, och gick med på det. Paret blev förälskade i varandra, men Christiana tackade nej till hans frieri med motiveringen att hon skulle utstötas av sin familj på grund av förbudet om giftermål mellan adlig och icke adlig. Familjen fick reda på saken och förbjöd alla planer på ett giftermål med Bergius. De levde därefter skilda 1688–89. Då kyrkan konsulterades, gav två präster sitt godkännande. Hon gifte sig i hemlighet med honom 1691.

### Skandal
Då hon blev gravid 1692 flyttade hon till honom och saken blev avslöjad. Det blev stor skandal. Hennes familj ifrågasatte vigselns giltighet och hennes äldste bror, greve Gustaf Adolf Oxenstierna, stämde Bergius inför Hovrätten, ridderskapet och adeln den 11 november 1693 och inlämnade till kungen en stämning, där han anklagade Christiana och Bergius för att ha brutit mot : "uppenbar lag, förmyndare-ordning, adliga privilegier, kyrko-ordningar och Kongl. Maj:ts förordningar om olofliga vigningar", och understått sig "att gå en så oloflig väg till hela adliga ståndets prejudice och märkliga förfång, så utrikes som inrikes, och dess privilegiers förkränkande, hvilken sak är af den vigt och eftertanke, att, om den ej exemplariter afstraffas, den ofelbart lärer draga den förargelsen och skandalösa konseqvensen efter sig, att all ordning lärer försvinna, en adlig dam, utaf hvad värde hon vara kunde, ej för någons otjenliga tillbud kunde vara fri." 
Han föreslog att kungen skulle skärpa förbudet mot giftermål mellan samhällsklasser och statuera exempel: "att slike mål, då de olyckligen hända, genast de simplici et plano med en summarisk process, utan omsvep och vidlyftighet, så af domare som af exekutorer i städerna och på landet, afgöras, och begge de nobili officio, enär de kunna af adliga mor och jungfrur någon deras stånd otjenlig frihet märka, tillkänna eller de eljest få veta, dem straxt å embetets vägnar tilltala och gerningen genom tjenliga medel stäcka, innan han tillväxer och kommer till sin mogenhet." 
Riddarhuset bedömde att ett brott hade begåtts, men kungen förklarade att fallet enbart var en privatsak. På dessa skäl beslöts, "att ridderskapet ej understår sig att besvära Kongl. Maj:t med detta."
Christiana Oxenstjerna skrev till brodern som svar på stämningen: "Vill I, ert hat och förföljning skall räcka så länge som lifvet på oss, så rår I; I tör då slippa er möda snart nog och skada er sjelf så mycket som andra; jag mister dervid ingenting. Vill I ock visa er som en kristen, skall det vara mig så mycket kärare, som jag önskar, I måtte samka era barn skatter, som rost och mal inte kunna förtära, och att vi en gång måtte mötas, der en grefve N. och magister Bergius lika mycket lära gälla."

### Senare liv och eftermäle
Hon bröt kontakten med adeln och sin familj och levde resten av livet med sin man och ägnande sig åt sociala projekt, som undervisning av fattiga barn. Hon avled av slag efter en förlossning 1701. Hon testamenterade all egendom till maken. Hennes släkt begärde att hon skulle begravas enkelt, och försökte förhindra att hon begravdes i faderns krypta, men eftersom hon bekostat en reparation av kryptan genomdrev prästen att hon ändå fick begravas där. "Tvänne grefvinnor Oxenstjerna, en fröken Banér och andra förnäma drogo försorg om hennes svepning och lade henne med egna händer i kistan". 
Även långt efter hennes död fördömdes hennes äktenskap, och maken lät trycka en biografi om henne för att tysta förtalet: Kort Beskrifning af then Högwälborna Frus, Fru Christina Juliana Oxenstiernas Lefwernes Lopp (1704). Denna trycktes i ny upplaga och utgavs av Pehr Adolph Sondén: Minne af Christiana Juliana Oxenstjerna (1836).